# Proteuxoa limbosa
Proteuxoa limbosa är en fjärilsart som beskrevs av Achille Guenée 1868. Proteuxoa limbosa ingår i släktet Proteuxoa och familjen nattflyn. Inga underarter finns listade i Catalogue of Life.